# Paolo Zaniboni
Paolo Zaniboni (Torino, 1970) è un fumettista italiano.

## Biografia
Figlio d'arte di Sergio Zaniboni, esordisce nel settore fumettistico nel 1993 sulle pagine de Il Giornalino, rivista per cui crea le serie Steam Rail (inizialmente disegnata dal padre) e Max Le Tax. Grazie a questi titoli, nel 1997 vince il Premio IF e il premio Albertarelli. Nel frattempo, coltiva anche la sua passione per il cinema, che lo porta a lavorare ad alcuni video musicali a Londra e ad alcuni cortometraggi a Torino, nelle vesti di Autore e Regista.
Nel 1999 inizia la sua collaborazione con la casa editrice Astorina affiancando il padre sulle pagine di Diabolik elaborando le tavole a matita con una tecnica digitale e colorando le copertine.